# 克里斯汀·沙爾
克里斯汀·喬伊·沙爾（英語：Kristen Joy Schaal；1978年1月24日—）是美国喜剧演员，演员和声音艺术家，出生于科羅拉多州朗蒙特。她曾配音的角色包括：《神秘小鎮大冒險》中的美寶（Mabel Pines），《开心汉堡店》中角色露易絲·贝尔彻（Louise Belcher），《探險活寶》的小小皮（Jake Jr.）等等。

## 外部連結
- Kristen Schaal在互联网电影资料库（IMDb）上的資料（英文）